# Simpson Horror Show XXI
Le Simpson Horror Show XXI (en France) ou Spécial d’Halloween XXI (au Québec) est le 4e épisode de la saison 22 de la série télévisée Les Simpson.

## Synopsis[1]

### Guerres et pièces (War and Pieces)
Parodie de Jumanji. Trouvant que Bart et Milhouse jouent à des jeux vidéo trop violents, Marge les encourage à se divertir avec des jeux de sociétés plus classiques. Parmi ceux rangés dans le grenier, ils en trouvent un à l'effigie de Satan qui les intrigue vraiment. Sauf qu'ils ignorent qu'une partie transporte tous les autres jeux dans la réalité, et que pour gagner, ils doivent tous les affronter...

### Maîtres et Cadavres (Master and Cadaver)
Parodie de Calme Blanc, Homer et Marge décident de passer une seconde lune de miel sur un bateau, mais leur petit voyage est interrompu lorsqu'ils sauvent la vie de Roger, un naufragé qui a réussi à survivre à un empoisonnement général de son équipage. Persuadés qu'il veut les tuer, Homer et Marge décident de prendre les choses en main.

### Prépuscule (Tweenlight)
Lisa devient très proche d'un mystérieux nouvel élève, Edmund, qui s'avère être un vampire. Quand une vraie romance naît, les deux amoureux s'enfuient jusque Dracula-La land. L'occasion pour Homer de partir à la rescousse de sa fille.

## Invités
- Daniel Radcliffe : Edmund
- Hugh Laurie : Roger